# Joseph Sargent
Joseph Sargent, született Giuseppe Danielle Sorgente (Jersey City, 1925. július 22. – Malibu, 2014. december 22.) négyszeres Primetime Emmy-díjas amerikai filmrendező és producer.
Ismertebb munkái közt található a Burt Reynolds főszereplésével készült Olcsó Whiskey (1973), a Hajsza a föld alatt (1974), a MacArthur című életrajzi háborús film (1977) – melyben a címszereplőt Gregory Peck formálja meg –, valamint a Rémálmok (1983) című antológiafilm. 
Televíziós rendezéseivel kilenc jelölésből négyszer nyerte meg minisorozat, antológiasorozat vagy tévéfilm kategóriában a legjobb rendezőnek járó Primetime Emmy-díjat.

## Élete és pályafutása
Jersey Cityben született, Giuseppe Danielle Sorgente néven, olasz bevándorlók gyermekeként. Nevét pályafutása elején változtatta meg Joseph Sargentre.
Eleinte színészként tűnt fel filmekben és televíziós műsorokban. Az 1950-es évek végétől kezdett rendezéssel foglalkozni, egyebek mellett a Lassie, a Star Trek, a Gunsmoke és a The Man from U.N.C.L.E. sorozatoknak rendezve epizódokat. Utóbbiból készült két egész estés film is, Egy kém túl sok (1966) és Kém zöld kalapban (1967) címmel, szintén Sargent rendezésében. 1968-ban jelent meg The Hell with Heroes című munkája, Rod Taylor és Claudia Cardinale főszereplésével.
Az 1970-es években továbbra is dolgozott televíziós rendezőként, a Kojak Kojak és a Marcus-Nelson gyilkosságok című próbaepizódjával Primetime Emmy-díjat nyert. Az 1972-ben megjelent Buck és a prédikátor című westernfilmet is ő kezdte el rendezni, de a főszereplő Sidney Poitier átvette tőle a feladatkört. Ebben az évtizedben mutatták be két ismert rendezését: a Burt Reynolds és Ned Beatty főszereplésével készült Olcsó Whiskey című 1973-as akciófilmet, valamint a Hajsza a föld alatt (1974) című bűnügyi filmet.
1987-ben jelent meg utolsó mozifilmje, a hatalmas bukásnak bizonyuló Cápa 4. – A cápa bosszúja. Ezután már csak tévéfilmeket rendezett, főként a HBO számára, több Primetime Emmy-díjat és jelölést szerezve.

## Magánélete és halála
Kétszer nősült, első felesége Mary Carver színésznő volt. Házasságukból két gyermekük született, köztük Lia Sargent szinkronszínésznő. Második, 2014-ben bekövetkezett haláláig tartó házasságát Carolyn Sargenttel kötötte.
2014. december 22-én, 89 évesen hunyt el malibui otthonában. Halálát egyes források szerint szívbetegség okozta, más források azonban a krónikus obstruktív légúti betegséget jelölik meg halála okaként.

## Rendezői filmográfia

### Film
| Év   | Magyar cím                | Eredeti cím                        | Megjegyzések      |
| ---- | ------------------------- | ---------------------------------- | ----------------- |
| 1959 |                           | Street-Fighter                     |                   |
| 1966 | Egy kém túl sok           | One Spy Too Many                   |                   |
| 1967 | Kém zöld kalapban         | The Spy in the Green Hat           |                   |
| 1968 |                           | The Hell with Heroes               |                   |
| 1970 |                           | Colossus: The Forbin Project       |                   |
| 1970 | Tribes                    |                                    |                   |
| 1972 | Buck és a prédikátor      | Buck and the Preacher              | nincs feltüntetve |
| 1972 | The Man                   |                                    |                   |
| 1973 | Olcsó Whiskey             | White Lightning                    |                   |
| 1974 | Hajsza a föld alatt       | The Taking of Pelham One Two Three |                   |
| 1977 | MacArthur                 | MacArthur                          |                   |
| 1979 |                           | Golden Girl                        |                   |
| 1980 | Nincs ki egy kereke       | Coast to Coast                     |                   |
| 1983 | Rémálmok                  | Nightmares                         |                   |
| 1987 | Cápa 4. – A cápa bosszúja | Jaws: The Revenge                  | filmproducer      |

### Televízió

#### Tévéfilm
| Év   | Magyar cím                            | Eredeti cím                                    | Feladatkör | Feladatkör |
| Év   | Magyar cím                            | Eredeti cím                                    | Rendező    | Producer   |
| ---- | ------------------------------------- | ---------------------------------------------- | ---------- | ---------- |
| 1968 |                                       | The Sunshine Patriot                           | Igen       | Nem        |
| 1971 |                                       | Maybe I'll Come Home in the Spring             | Igen       | Igen       |
| 1972 |                                       | Man on a String                                | Igen       | Nem        |
| 1972 |                                       | Wheeler and Murdoch                            | Igen       | Igen       |
| 1973 | Kojak és a Marcus-Nelson gyilkosságok | The Marcus-Nelson Murders                      | Igen       | Nem        |
| 1973 |                                       | The Man Who Died Twice                         | Igen       | Nem        |
| 1973 |                                       | Sunshine                                       | Igen       | Nem        |
| 1975 | Utcalányok                            | Hustling                                       | Igen       | Nem        |
| 1975 |                                       | Friendly Persuasion                            | Igen       | Igen       |
| 1975 | Amerika pánikban                      | The Night That Panicked America                | Igen       | Igen       |
| 1980 |                                       | Amber Waves                                    | Igen       | Nem        |
| 1981 |                                       | Freedom                                        | Igen       | Nem        |
| 1982 |                                       | Tomorrow's Child                               | Igen       | Nem        |
| 1983 |                                       | Memorial Day                                   | Igen       | Nem        |
| 1983 |                                       | Choices of the Heart                           | Igen       | Igen       |
| 1984 | Keményöklű Joe Morgan                 | Terrible Joe Moran                             | Igen       | Nem        |
| 1985 |                                       | Love Is Never Silent                           | Igen       | Nem        |
| 1986 | Golgotavirág                          | Passion Flower                                 | Igen       | Nem        |
| 1986 |                                       | There Must Be a Pony                           | Igen       | Igen       |
| 1986 | Tiszta vérvonal                       | Of Pure Blood                                  | Igen       | Igen       |
| 1989 |                                       | The Karen Carpenter Story                      | Igen       | Nem        |
| 1989 | A nap                                 | Day One                                        | Igen       | Nem        |
| 1990 | Oroszlánbarlang                       | The Incident                                   | Igen       | Nem        |
| 1990 | Caroline                              | Caroline?                                      | Igen       | Nem        |
| 1990 | Orvvadászok                           | Ivory Hunters                                  | Igen       | Nem        |
| 1990 |                                       | The Love She Sought                            | Igen       | Nem        |
| 1991 | Soha ne felejts                       | Never Forget                                   | Igen       | Nem        |
| 1992 | Miss Rose White                       | Miss Rose White                                | Igen       | Nem        |
| 1992 |                                       | Somebody's Daughter                            | Igen       | Igen       |
| 1993 | A szél ellenében                      | Skylark                                        | Igen       | Igen       |
| 1995 | Az első szerelem                      | My Antonia                                     | Igen       | Nem        |
| 1997 | Mandela és de Klerk                   | Mandela and de Klerk                           | Igen       | Nem        |
| 1997 | Miss Evers fiai                       | Miss Evers' Boys                               | Igen       | Nem        |
| 1998 | Bűn és bűnhődés                       | Crime and Punishment                           | Igen       | Igen       |
| 1998 | Oroszlánbarlangban                    | The Long Island Incident                       | Igen       | Igen       |
| 1998 |                                       | The Wall                                       | Igen       | Igen       |
| 1999 | A halál árnyékában                    | A Lesson Before Dying                          | Igen       | Nem        |
| 2000 |                                       | Vola Sciusciù                                  | Igen       | Nem        |
| 2000 | A legendás trombitás                  | For Love or Country: The Arturo Sandoval Story | Igen       | Nem        |
| 2001 |                                       | Bojangles                                      | Igen       | Nem        |
| 2003 | A salemi boszorkányper                | Salem Witch Trials                             | Igen       | Nem        |
| 2003 | Porrá zúzott álmok                    | Out of the Ashes                               | Igen       | Nem        |
| 2004 | Egy csoda teremtése                   | Something the Lord Made                        | Igen       | Nem        |
| 2005 |                                       | Warm Springs                                   | Igen       | Nem        |
| 2007 | Sybil                                 | Sybil                                          | Igen       | Nem        |
| 2008 | Kedves kis semmiség                   | Sweet Nothing in My Ear                        | Igen       | Igen       |

#### Sorozat
| Év        | Magyar cím                    | Eredeti cím                     | Megjegyzések           |
| --------- | ----------------------------- | ------------------------------- | ---------------------- |
| 1961–1964 |                               | Lassie                          | 17 epizód              |
| 1962–1965 |                               | Gunsmoke                        | 8 epizód               |
| 1964–1966 |                               | The Man from U.N.C.L.E.         | 11 epizód              |
| 1965–1966 |                               | The Fugitive                    | 2 epizód               |
| 1966      | Star Trek                     | Star Trek                       | 1 epizód               |
| 1966–1967 |                               | Disneyland                      | 4 epizód               |
| 1967      | Támadás egy idegen bolygóról  | The Invaders                    | 4 epizód               |
| 1969–1970 |                               | It Takes a Thief                | 2 epizód               |
| 1975      |                               | Longstreet                      | 1 epizód               |
| 1981      | Újvilági rapszódia            | Manions of America              | minisorozat (1 epizód) |
| 1985      |                               | Space                           | minisorozat (4 epizód) |
| 1988      |                               | CBS Summer Playhouse            | 1 epizód               |
| 1993      | Ábrahám                       | Abraham                         | minisorozat (2 epizód) |
| 1994      |                               | World War II: When Lions Roared | minisorozat (2 epizód) |
| 1995      | Texasi krónikák: Laredo utcái | Streets of Laredo               | minisorozat (3 epizód) |

## Fontosabb díjak és jelölések
| Díj                | Kategória                                                 | Jelölt mű                             | Év   | Eredmény | Ref.   |
| ------------------ | --------------------------------------------------------- | ------------------------------------- | ---- | -------- | ------ |
| Hugo-díj           | legjobb drámai bemutató                                   | Star Trek: Pókerjátszma               | 1967 | Jelölve  | [ 10 ] |
| Hugo-díj           | legjobb drámai bemutató                                   | The Immortal                          | 1970 | Jelölve  | [ 11 ] |
| Hugo-díj           | legjobb drámai bemutató                                   | Colossus: The Forbin Project          | 1971 | Jelölve  | [ 12 ] |
| Primetime Emmy-díj | legjobb rendező (minisorozat, antológiasorozat, tévéfilm) | Tribes                                | 1971 | Jelölve  | [ 13 ] |
| Primetime Emmy-díj | legjobb rendező (minisorozat, antológiasorozat, tévéfilm) | Kojak és a Marcus-Nelson gyilkosságok | 1973 | Elnyerte | [ 13 ] |
| Primetime Emmy-díj | legjobb rendező (minisorozat, antológiasorozat, tévéfilm) | Amber Waves                           | 1980 | Jelölve  | [ 13 ] |
| Primetime Emmy-díj | legjobb rendező (minisorozat, antológiasorozat, tévéfilm) | Love Is Never Silent                  | 1986 | Elnyerte | [ 13 ] |
| Primetime Emmy-díj | legjobb rendező (minisorozat, antológiasorozat, tévéfilm) | Caroline                              | 1990 | Elnyerte | [ 13 ] |
| Primetime Emmy-díj | legjobb rendező (minisorozat, antológiasorozat, tévéfilm) | Miss Rose White                       | 1992 | Elnyerte | [ 13 ] |
| Primetime Emmy-díj | legjobb rendező (minisorozat, antológiasorozat, tévéfilm) | A halál árnyékában                    | 1999 | Jelölve  | [ 13 ] |
| Primetime Emmy-díj | legjobb rendező (minisorozat, antológiasorozat, tévéfilm) | Egy csoda teremtése                   | 2004 | Jelölve  | [ 13 ] |
| Primetime Emmy-díj | legjobb rendező (minisorozat, antológiasorozat, tévéfilm) | Warm Springs                          | 2005 | Jelölve  | [ 13 ] |
| Arany Málna díj    | legrosszabb film                                          | Cápa 4. – A cápa bosszúja             | 1988 | Jelölve  |        |
| Arany Málna díj    | legrosszabb rendező                                       | Cápa 4. – A cápa bosszúja             | 1988 | Jelölve  |        |

## Fordítás
- Ez a szócikk részben vagy egészben  a   Joseph Sargent című angol Wikipédia-szócikk ezen változatának fordításán alapul.  Az eredeti cikk szerkesztőit annak laptörténete sorolja fel. Ez a jelzés csupán a megfogalmazás eredetét és a szerzői jogokat jelzi, nem szolgál a cikkben szereplő információk forrásmegjelöléseként.